# Keith Miller
Keith Ross Miller, kawaler MBE (ur. 28 listopada 1919, zm. 11 października 2004) – australijski krykiecista, członek reprezentacji Australii, powszechnie uważany za najlepszego australijskiego all-roundera. Wysoki i przystojny Miller, znany ze swojego lekceważącego i "luzackiego" zachowania, był jednym z ulubieńców fanów krykieta. Jako bowler Miller znany był z niepowtarzalnego stylu rzucania – czasami rzucał najszybsze piłki z najkrótszego rozbiegu, a znacznie wolniejsze z długiego rozbiegu, był także znakomitym fielderem.
Jako chłopiec Miller pragnął zostać dżokejem, ale jako nastolatek zainteresował się krykietem. W 1937 mając 18 lat zadebiutował w lidze australijskiej, w pierwszym meczu zdobył 181 runów.
W czasie II wojny światowej służył w lotnictwie brytyjskim – pod koniec wojny był pilotem samolotów myśliwsko-bombowych Mosquito w 169. Dywizjonie Royal Air Force. W 1944 doznał kontuzji pleców, kiedy był zmuszony do awaryjnego lądowania bez podwozia, w czasie jego późniejszej kariery sportowej kontuzja ta czasami ograniczała jego bowling. Jedną z najbardziej znanych wypowiedzi Millera jest jego odpowiedź na pytanie o to, w jaki sposób dawał sobie radę ze stresem i napięciem jakie ze sobą niosły mecze krykieta. Powiedział on wówczas "Stres to Messerschmitt siedzący ci na dupie, granie w krykieta nie jest stresujące"
Po zakończeniu wojny Miller rozegrał 55 testów w drużynie Australii, między innymi jako członek "Invincibles" (Niezwyciężonych), australijskiej drużyny, która w 1948 rozegrała 32 mecze w Anglii, nie przegrywając żadnego z nich.
Miller był kapitanem stanowej drużyny Nowej Południowej Walii i pomimo że wielu graczy, między innymi legenda krykieta australijskiego Richie Benaud, uważało go za najlepszego kapitana drużyny jakiego kiedykolwiek znali, nigdy nie został kapitanem reprezentacji kraju. Wpływ na to miały zapewne jego częste utarczki z Donem Bradmanem i fakt, że nigdy nie brał krykieta zbyt poważnie. Jako kapitanowi zdarzało mu się rozstawiać zawodników w polu wydając krótkie polecenie w rodzaju "rozproszyć się!". W czasie jednego z meczów zwrócono Millerowi uwagę, iż prowadzi on do gry 12 zawodników (zamiast przepisowych 11), na co miał on odpowiedzieć "no to niech ktoś się odpieprzy".
Oprócz krykieta Miller grał także w futbol australijski, był członkiem pierwszoligowej drużyny St Kilda i w jej barwach rozegrał 50 meczów.
W 1954 "biblia" krykieta, czasopismo Wisden, wybrało Millera jako jednego z pięciu "krykiecistów roku". Jest jednym z tylko czterech australijskich krykiecistów (pozostali trzej to Don Bradman, Victor Trumpter i Shane Warne), którego portret wisi w "Long Room" stadionu "Lord's" w Londynie.
W 1956 został kawalerem Orderu Imperium Brytyjskiego (MBE).
Był żonaty z Peggy Wagner od 1946, mieli czterech synów.